# Socha svaté Aji na Smíchově
Socha svaté Aji na Smíchově v Praze stojí v Nádražní ulici ve výklenku. Je chráněna jako nemovitá kulturní památka České republiky.

## Historie
Socha svaté Aji pochází z roku 1770 a je pravděpodobně dílem Ignáce Platzera. Dal ji postavit rektor jesuitské koleje na Starém Městě P. František Xaver Wissinger u zahrady téže koleje na Smíchově. Druhotně je umístěna v nice domu.
V roce 1954 byla opravena akademickým sochařem Janem Kahanem - obě ruce uražené až po zápěstí nahradil pískovcem a narušené části roucha a architektury doplnil umělým kamenem. V 1. polovině roku 1965 byla socha opět restaurována, ale již v roce 1969 znovu poškozena.

## Popis

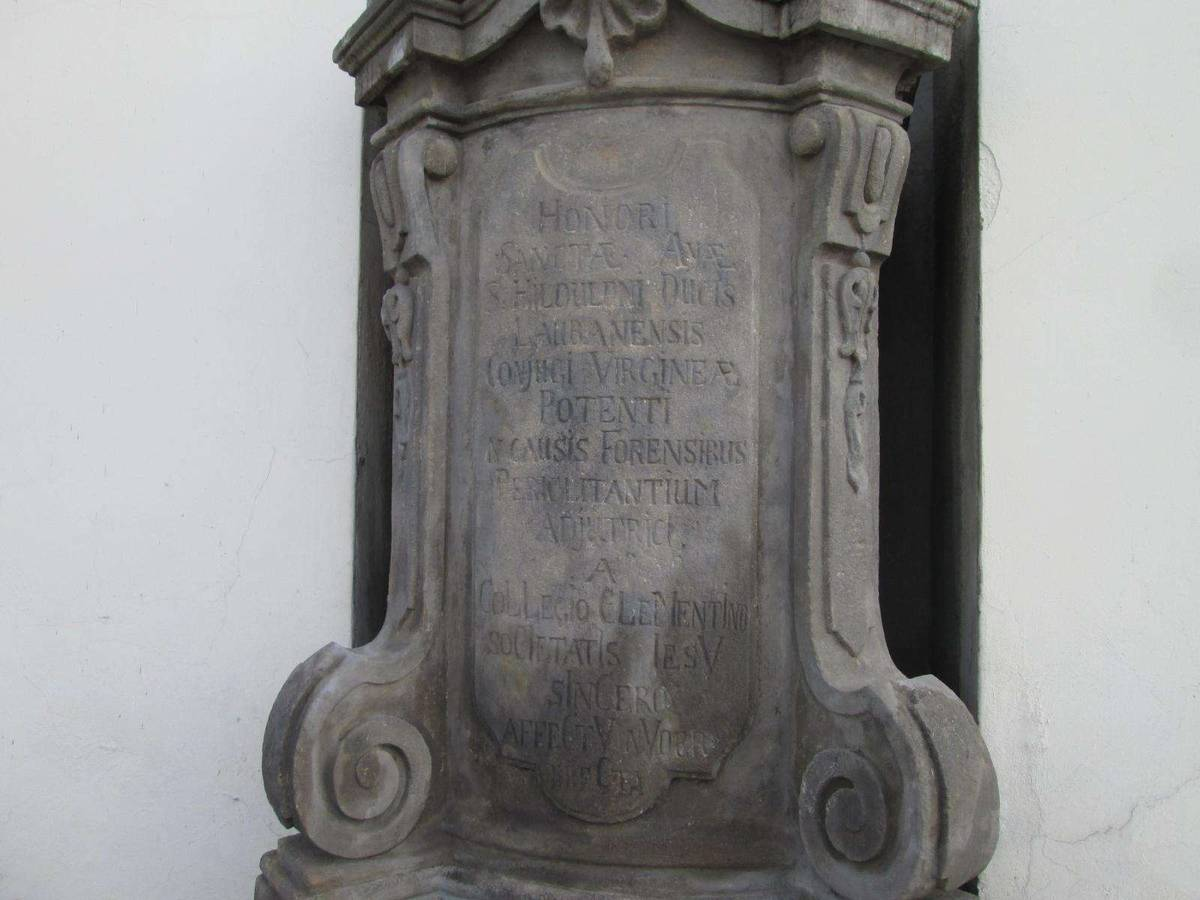
chronogram

Barokní socha stojí na rozeklaném hranolovém soklu s volutovými křídly. Sokl ukončuje profilovaná římsa, na čelní straně vydutá. Do vyklenutí je vsazena mušle.
Čelní pole soklu vyplňuje orámovaný text:
```
HONORI/SANCTAE . AVAE/ S.HILDULPNI DUCIS/ LAUBANENSIS/ CONIUGI VIRGINAE/ POTENTI/N.CAUSIS FORENSIBUS/ PERICLITANTIUM/ ADJUTRICE/A /COLLEGIO CLEMENTINO/ SOCIETATIS JESU/ SINCEBO/AFFECTVM YV.BR/TREC(G)TA
```

Světice stojí mírně nakročena. V levé ruce drží krucifix a palmovou ratolest, ke kterým se horní polovina jejího těla mírně stáčí. Vlasy má zakryté rouškou. Oděna je v prostý šat s dlouhým těžkým pláštěm; draperie vytváří od nakročené nohy několik záhybů.